# Ficus rubra
Ficus rubra là một loài thực vật có hoa trong họ Moraceae. Loài này được Vahl mô tả khoa học đầu tiên năm 1805.